# Calliopsis hirsutula
Calliopsis hirsutula är en biart som först beskrevs av Maximilian Spinola 1851.  Calliopsis hirsutula ingår i släktet Calliopsis och familjen grävbin. Inga underarter finns listade.